# Bracon celer
Bracon celer är en stekelart som beskrevs av Szepligeti 1913. Bracon celer ingår i släktet Bracon och familjen bracksteklar. Inga underarter finns listade.